# Nemzeti Torna Egylet

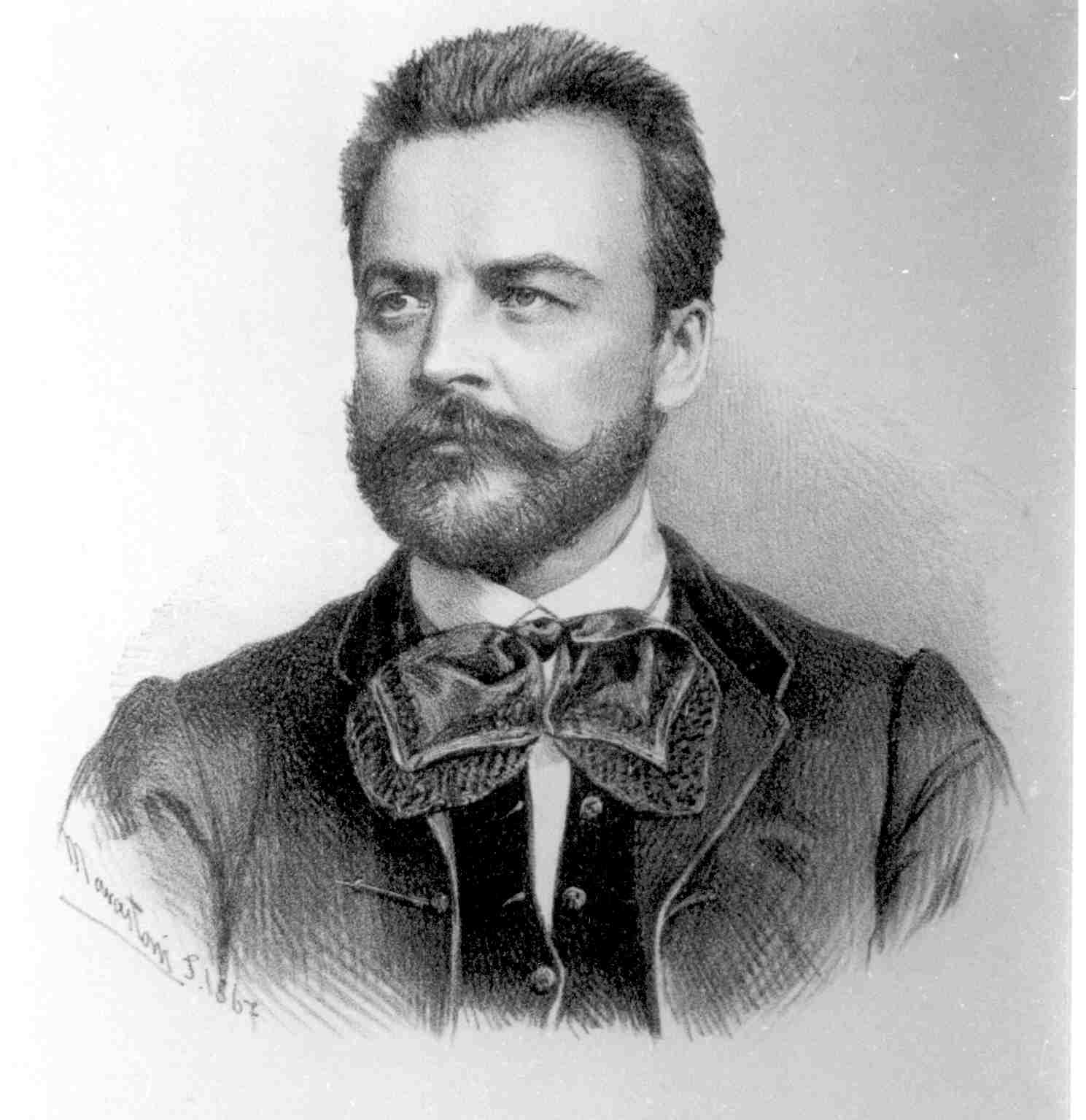
Bakody Tivadar orvos a kezdeményező, aki először javasolta, hogy a testmozgást vegyék tantárgynak az iskolákban

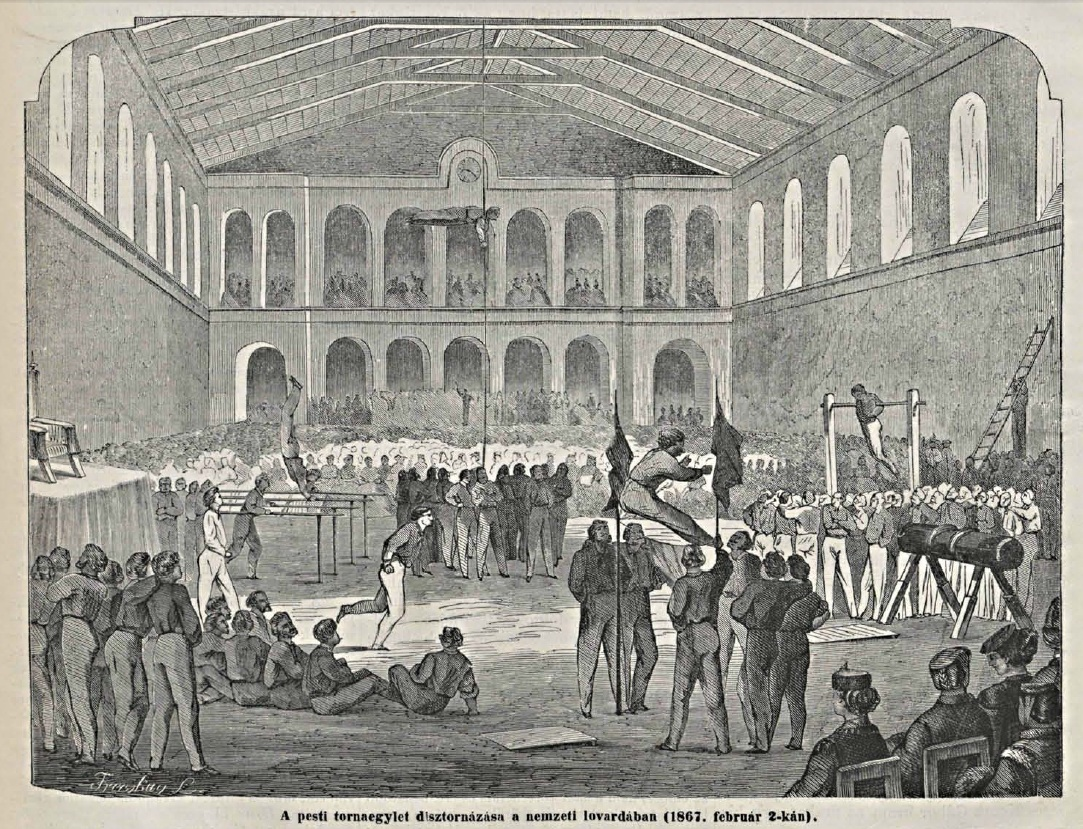
A Pesti Torna Egylet (PTE) dísztornázása a Nemzeti Lovardában (1867)

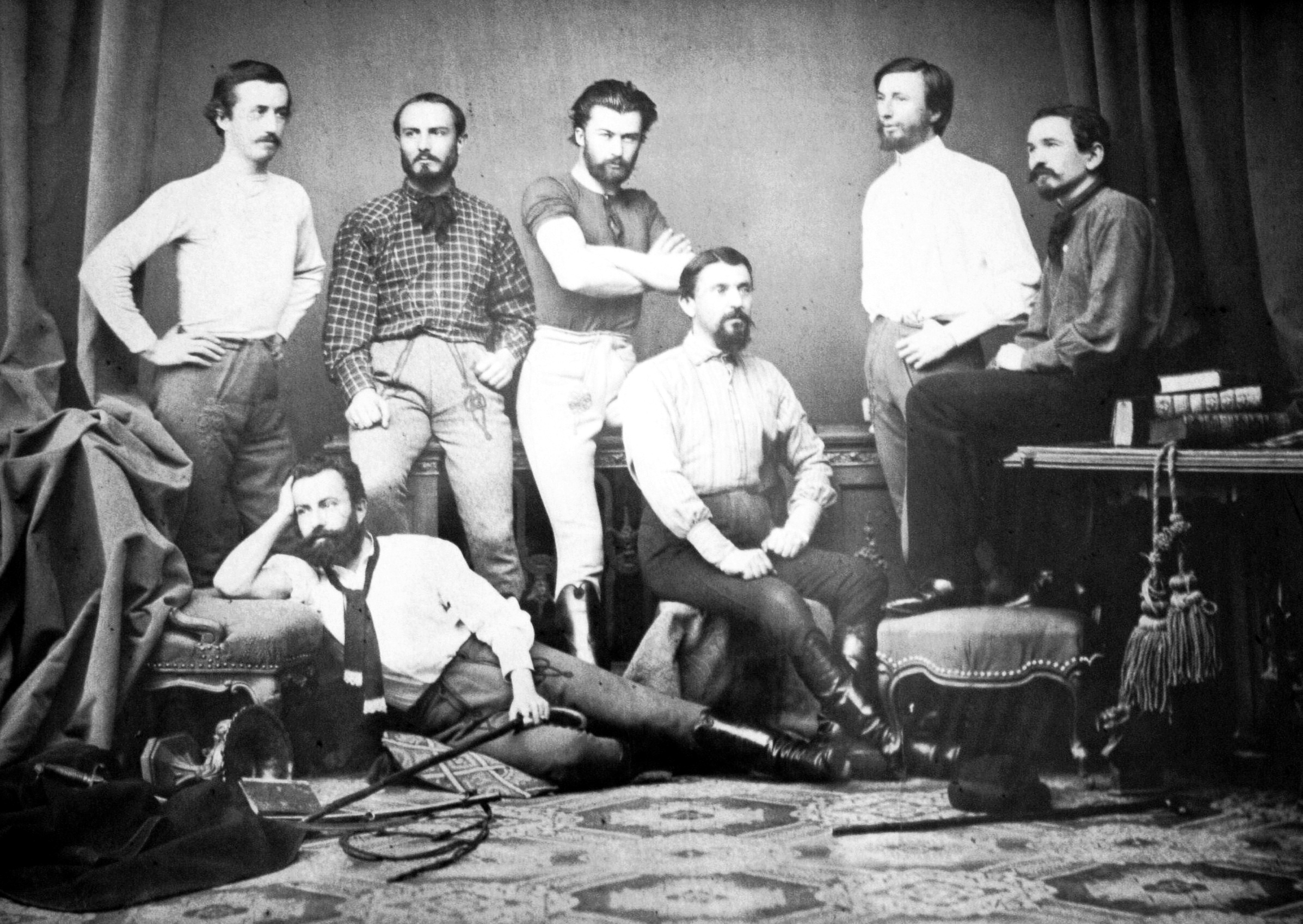
A Nemzeti Torna Egylet alapítói (1866)

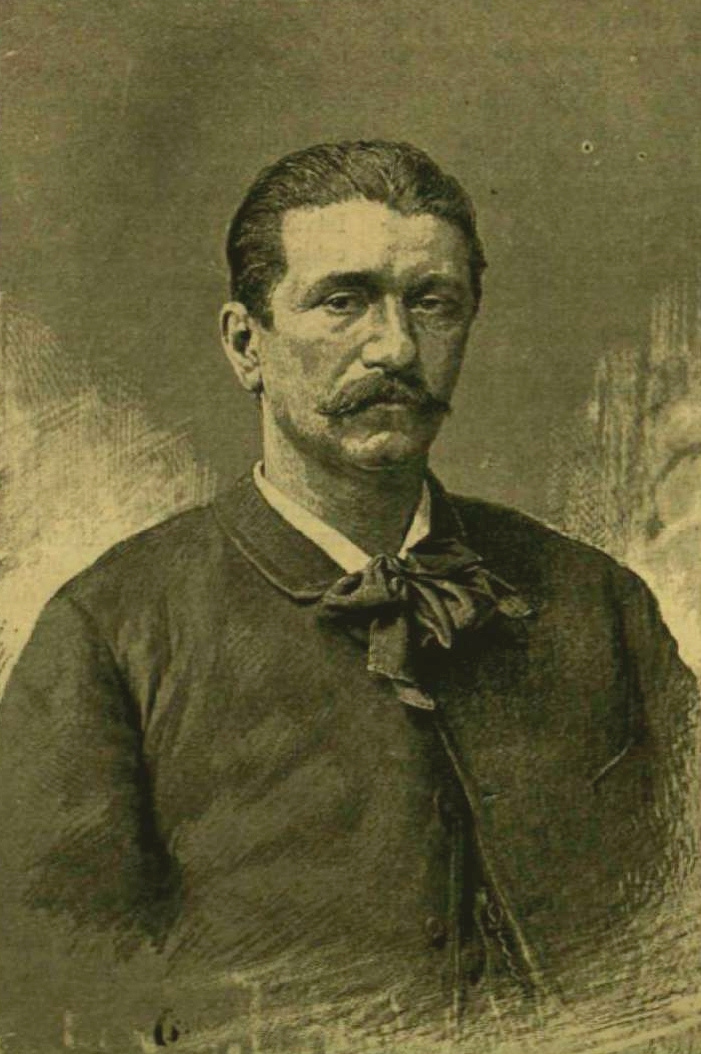
Bokelberg Ernő a Pesti Torna Egylet "művezetője", a kor legnevesebb tornatanára, aki elborult elmével 52 éves korában véget vetett az életének

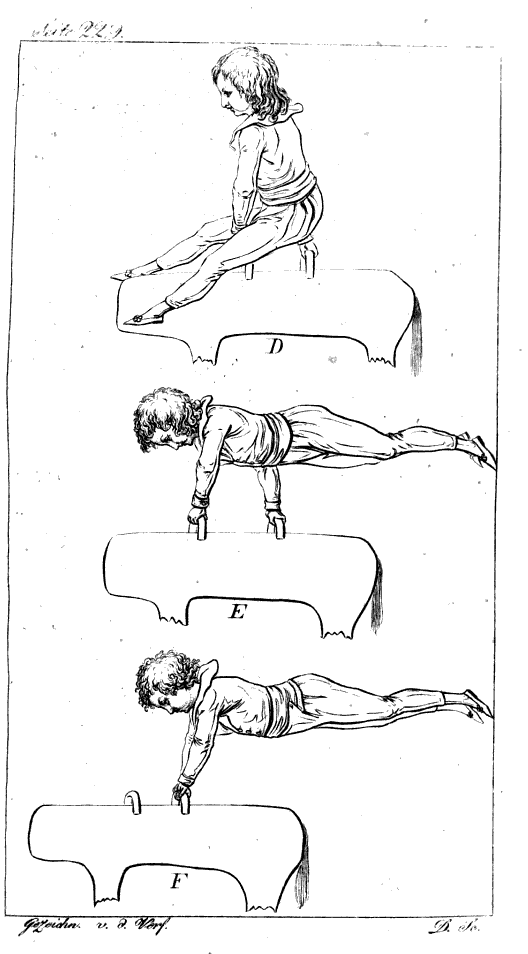
Illusztráció az 1793-ban megjelentetett Johann Christoph Friedrich GutsMuths Gymnastic für die Jugend (Gimnasztika az ifjúság számára) című művéből

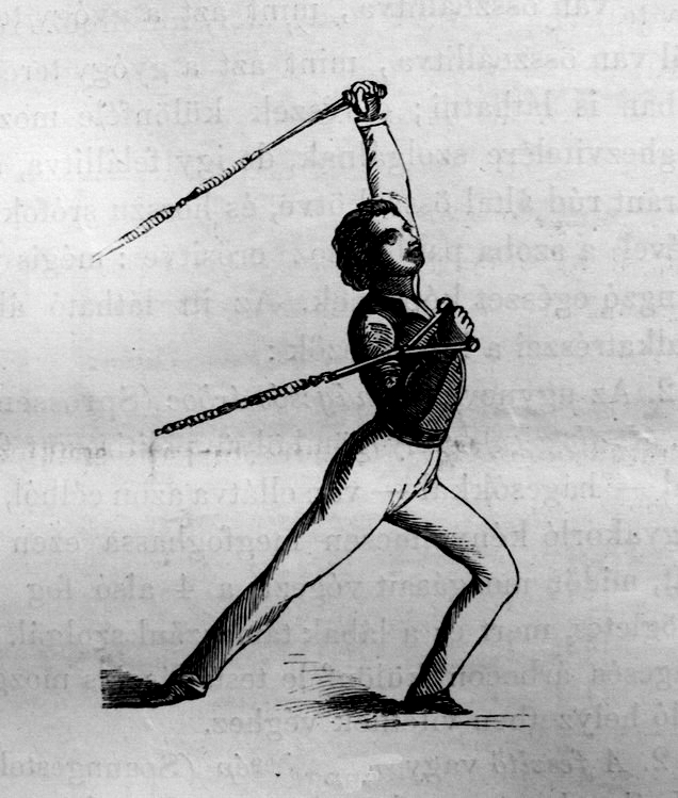
Tornagykorlat 1886 körül

Nemzeti Torna Egylet (NTE) (1863-tól Pesti Torna Egylet, 1867-től Nemzeti Torna- és Tűzoltóegylet) volt a neve, annak az 1873-ban megalakult és alapszabályát elsőként magyar nyelven megfogalmazó sportegyesületnek, amelynek létrejöttét Bakody Tivadar orvos, a pesti szabadkőműves Szent István Páholy szertartásmestere, majd főmestere kezdeményezte a magyar testnevelés fejlesztése céljából. A német orientációjú tornamozgalom mellett az angolszász gentlemen amateurs testkultúra jellegzetes formái Magyarországon is kezdtek népszerűvé válni és ezekben az években a Londoni Amateur Athletic Club (AAC) mintájára megalakult a Magyar Athlétikai Club is és az atlétika népszerűsítését tűzte ki feladatául, amely jelentős konkurenciaharcot jelentett az NTE által elindított tornamozgalom képviselőinek táborával. Az iskolai tornaoktatás tananyagának meghatározása és a tornatanító képzés feletti ellenőrzés területén a MAC-nak nem sikerült teret nyernie, az NTE megőrizte a korábbi indulásából is fakadó helyzeti előnyét, így megtartotta dominanciáját és meg tudta tartani a tornatanítói tanfolyamokkal együtt járó jelentős államsegélyt is.
1883 őszén elindult a tornamozgalom havi folyóirata a Tornaügy, amelynek  szerkesztői Bokelberg Ernő, Szedlacsek Lajos és Szőke István voltak, 1884 tavaszán pedig megjelent Porzsolt Kálmán és Porzsolt Jenő szerkesztésében a Herkules című testgyakorlati és sport-közlöny első száma, az atléták hetilapja.

## Története
Az egylet 1865. december 20-án alakult meg. A német mintára meggyökeresedett tornamozgalom Clair Ignác francia származású magyar tornatanár és vívómester Pesti Gimnasztikai Iskolájának (Pester Gymnastische Schule) 1833-as megnyitásától, mint magánintézmény folyamatosan jelen volt Budapesten. A 19. század elejének jellegzetesen új polgári testgyakorlati ága volt a torna, amely az 1820-as években hazánkba is eljutott. A torna alapja német területen született meg a 18. század második felében. 1793-ban Johann Christoph Friedrich GutsMuths megjelentette Gymnastic für die Jugend (Gimnasztika az ifjúság számára) című művét, az első olyan tornászkönyvet, amelyben a testgyakorlatok „testen végzett munkává” váltak. Friedrich Ludwig Jahn 1811-ben megalapította a berlini Turnvereint, az első német tornaegyesületet, és kialakította a német tornarendszert, amelyet a svájci Adolf Spiess fejlesztett tovább, aki bevezette a kéziszerek használatát. Clair, aki I. Napóleon francia császár egykori gárdakapitánya volt 1833-ban nyitotta meg a Pesti Gimnasztikai Iskolát, amelyben fiúkat és lányokat egyaránt oktattak tornára. Az iskola 1839-ben részvénytársasággá alakult és Pesti Testgyakorló Intézet néven működött tovább. Az intézetben kiképzett tornatanítók vezetésével – Miskolcon, Pozsonyban, Győrött, Eperjesen, Nagyváradon, Kassán történnek kísérletek a gimnasztika oktatására, ekkor még azonban a testnevelés nemigen terjedt el a keleti országrész városaiban és így Erdély sem. 1863-ban alakult át Pesti Torna Egylet (PTE) néven egyesületté, amelyet Matolay Elek, Szontagh Ábrahám és Bakody Tivadar alapított és így a Nemzeti Torna Egylet (NTE) jogelődjének tekinthető. Az Egylet első tornaterme egy udvari istálló-épületben volt, majd később a Szentkirály utca 26 szám alá költözött. Ezután hívták meg Bokelberg Ernőt Németországból, akit a "próbaleczkék" után a torna tanitójának "művezetőjének" választottak meg és aki 1865. augusztus 1-én munkába is állt. Ő volt az első ifjúsági tornaverseny rendezője is. Később Bokelberg az NTE tornatanító-tanfolyamainak (a TF felállítása előtt mindvégig itt képezték a magyarországi testnevelő tanárokat) vezetőjeként a magyar testnevelőtanár-képzés irányítójává és szervezőjévé vált.
Bakody az Orvosi Hetilap 1861. évi 15. számában Országos testgyakorlat címen irt cikkében a rendszeres testgyakorlásra hivta fel a közönség figyelmét.
Ha a testgyakorlat az iskolai tervbe felvétetik és ennek rendszerével célszerű összefüggésbe hozatik, a legjótékonyabb eredmények következendenek be a fiatal ivadék képzésében, viseletében és jellemében. De a testgyakorlat csak úgy hozathatik hathatós összefüggésbe a tanintézeti tervvel, ha nemcsak egyesek, de maga az állam venné pártolása alá ez eszmét és biztosítaná annak állását és irányát. Hogy ez lehetségessé váljék, szükséges, hogy minden ezen eszme létesítésére nézve felmerülő pénzkérdések lehető legkönnyebben fejthettessenek meg, ez pedig csak úgy történhet, ha a terv kivitelére szükséges eszközök fokonkint állíttatnak elő. Mindenekelőtt az országnak egy olynemű középponti testgyakorlóintézettel kell bírnia, melyben a gyakorlatot télen és nyáron folytatni lehessen. Ezen intézet szolgálna először a fővárosi fiatalság testgyakorló-iskolájául, másodszor ez lenne azon középponti tanoda, melyben eleintén a nagyobb, később pedig, ha az állam ez eszmét nagyobb kiterjesztésre méltatná, a középszerű helységek és falvak számára is képeztetnének a testgyakorlótanítók.
A felhivásnak azonnal sikere lett. Maga Bakody a pesti testgyakorló intézet akkori igazgatójával Clair Ignáccal szövetkezve, a művelt fiatalság több tagját is megnyerte céljának és a rendszeres testgyakorlás olyan komoly lendületet vett, hogy 1863-ra már szükségét érezték annak, hogy az akkori helytartó tanácsnál egyesületté alakulásukat kérelmezzék, de mivel nemzeti mozgalomról volt szó, a császári hivatalok többször elutasították a kérést, így csak 1865 végén sikerült és először a Pesti Torna Egylet nevet vette fel. Zimányi József 1863-ban megjelent Testgyakorlattan  című művének előszavát dr. Bakody Tivadar írta, ebben a műben számtalan új szó és szókapcsolat jelent meg a tornával összefüggésben: tornázás, torna-tan, nemzeti torna intézet, nemzeti torna iskola, torna tanítás, torna tanító, torna ügy, golyó, lábtó, rudacs, rúd, kötél, árbócz, lengőfa, faláb, nyújtó, korlát, ló, óriási kör, rohamugrás, terpesztett leugrás, mérő, karon fogás, keresztül vetés, hason fordulás, nyújtott karral járás, fölhúzás, lábállás, térdforgatás.
az egylet czélja a tornázás gyakorlása és terjesztése, fiú s leány gyermekek tornáztatása, tornatanítók s tűzoltó gyakorló mesterek képzése, tűzoltás. A testet ügyessé, erőssé s kitartóvá tenni, a növendékekben bátorságot s önbizalmat ébreszteni, s azoknak a társaságában gyakorlott testi munka által üdülést és örömöt s eleven ép kedélyt szerezni

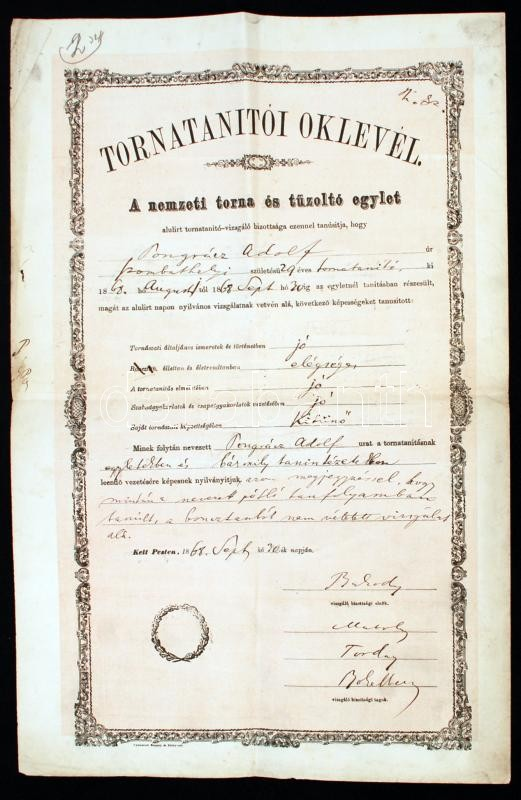
A Nemzeti Torna- és Tűzoltóegylet 1868-ban kiállított tornatanítói oklevele, a Magyarországi Tornatanítók Egyesülete (MOTTE) fellépett azért, hogy a tornatanítókat a tanárok közé sorolják és hogy a középiskolákban a diákok hetenként három órán át részesüljenek a rendszeres tornatanításban

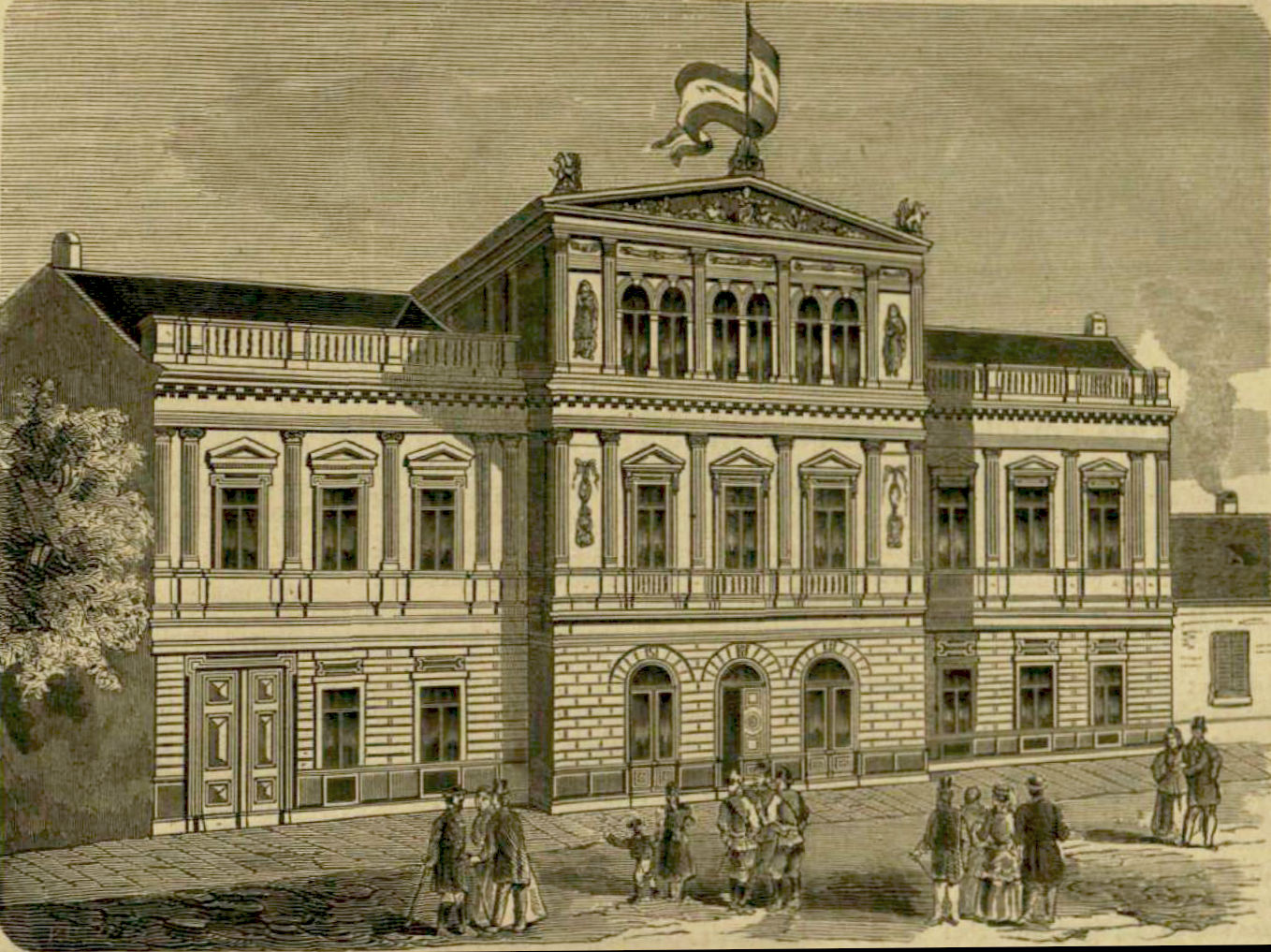
A Nemzeti Tornacsarnok épülete 1870-ben a VIII. kerület Ősz utcában

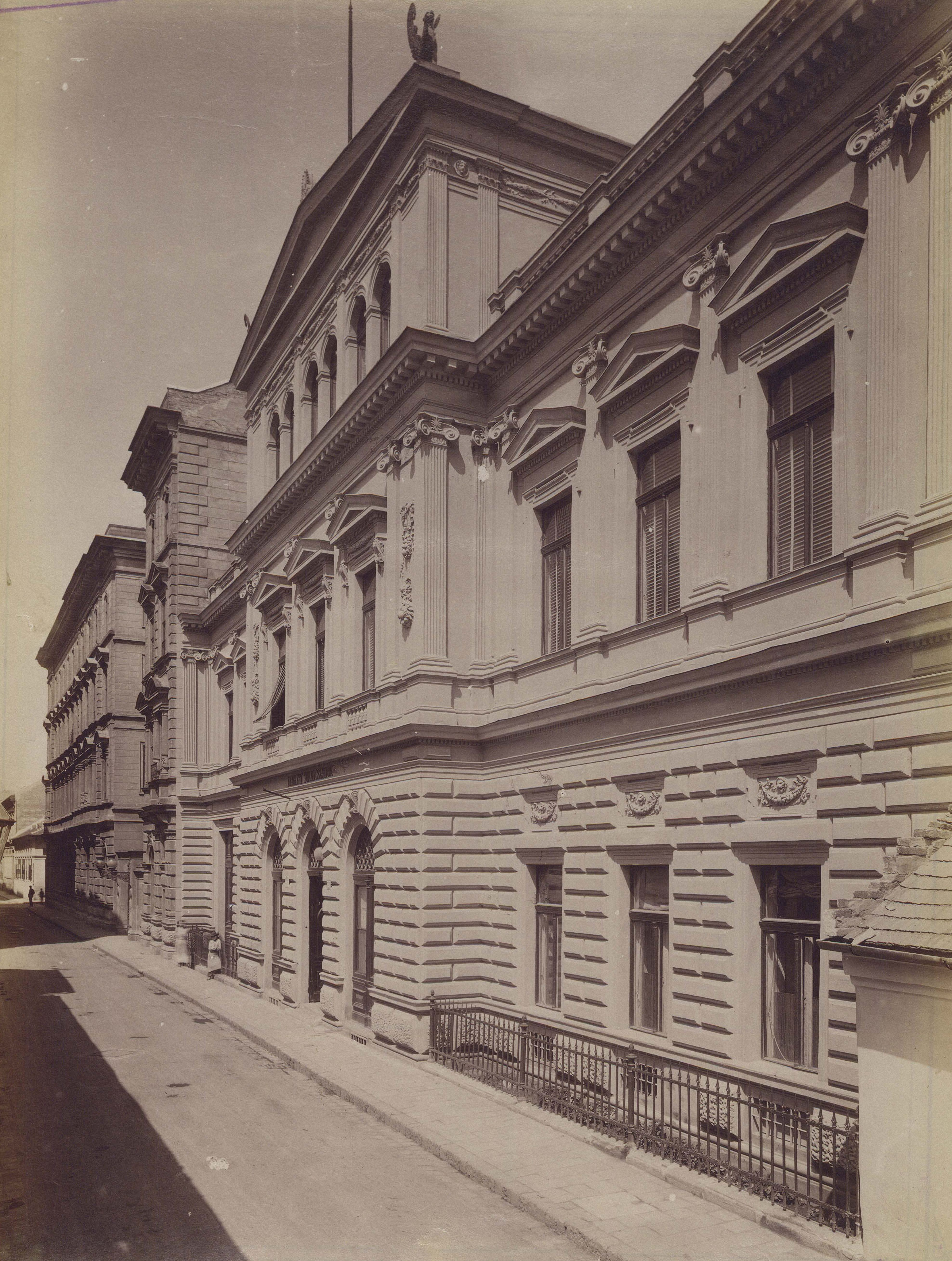
Az egykori Nemzeti Tornacsarnok épülete a mai Szentkirályi utcában. A felvétel 1890 után készült

Első elnöke Széchenyi Ödön később az állami tűzoltóság megszervezője, második elnöke Szentkirályi Móric a későbbi pesti polgármester, a harmadik elnöke pedig Matolay Elek ügyvéd volt. Clair Ignác halála után 1867-ben magába olvasztotta a pesti testgyakorló intézetet és 1868-ban az önkéntes tűzoltóságot is. Ekkorra torna- és tűzoltó-egylet lett belőle. 1866-ban megalakult a Kanizsai Torna Egylet és a Soproni Torna Egylet, 1867-ben a Debreceni Torna Egylet, 1868-ban a Szombathelyi Torna Egylet, a Nyitra Torna Egylet, a Kassai Torna Egylet és a Sátoraljai Torna Egylet, 1869-ben Budapesti Budai Torna Egylet , 1870-ben a Pécsi Torna Egylet. A kormány az 1868. évi XXXVIII. törvénycikk alapján a népiskolákban is elrendelte a testnevelés kötelező oktatását, az egylet ekkortól kezdte meg a torna tanítóképző tanfolyamok szervezését, amelyért évenként 5000 forint államsegélyt is kapott. Az egyesület céljává vált a testnevelés oktatás ápolása és fejlesztése. Oktatta a felnőtteket, az egyleti tagokat, a közép- és elemi iskolai tanulókat, köztük a lányokat is a testgyakorlásban. Néhány év alatt több mint 800 okleveles tornatanítót képeztek. Az egylet ügyeit a közgyűlés, a tiszti kar és a 40 tagból álló igazgató választmány látta el. Az egyesület tagjainak száma 1895-ben 558 volt.
Az egyesület 1870-ben felavatott csarnoka, amelyet csak a korabeli lipcsei tornacsarnok haladt túl a nagyságában, Budapesten, a VIII. kerület Ősz utcában a mai Szentkirályi utcában volt. A tornatanító-képzés kialakulása, valamint a főiskolai szintű testnevelőtanár-képzés alapjainak lerakása erre az időszakra tehető. Bokelberg Ernő vezetésével 1870-ben elkészítették a Magyar Tornatanítók Egyletének első alapszabályát. 1885. június hó 29-én megalakult a Magyarországi Tornaegyletek Országos Szövetsége, a MOTESZ. Az alakuló közgyűlésen az NTE, BBTE, OTE és a Magyarországi Tornatanítók Egyesülete, valamint Arad, Debrecen, Fogaras , Kolozsvár, Nagykanizsa, Sopron, Sárospatak, Szabadka, Szeged, Pancsova és Temesvár városok egyesületeinek képviselői vettek részt. 1886. május 15-én I. Ferenc József magyar király meglátogatta az egylet tornacsarnokát.
A Nemzeti Torna Egylet szigorú alapszabályai és maga  Bokelberg "művezető" is eretnekségnek vette, ha valaki atlétizálni, vagy futballozni mert az NTE színeiben. Ezért, amikor néhány egyleti sportoló egy titkos szabadtéri versenyen vett részt, konfliktus keletkezett az edző és a versenyen részt vevő sportolók között. Az összetűzés után  így jött létre 1888-ban az MTK sportegyesülete, többségében a Nemzeti Torna Egyletből kivált sportolók részvételével. A túlnyomórészt zsidó polgárokból álló csoport, a tornát túlzottan konzervatívnak tartotta és létrehozta a mai MTK elődjét, azaz a Magyar Testgyakorlók Körét (M.T.K.). Az 1880 és 1890 közötti éveket a torna és az atlétika párharca jellemezte, de a házak közötti poros grundokon már egyre többen futballoztak.
A férfias nemesi versengés diszpozícióit modernizáló atlétika és a feltörekvő polgárság aszketikus életvitelének racionalitását inkorporáló torna – jóllehet az adott korszakban két szembenálló világot és életstílust reprezentál – egy fontos vonatkozásban közös nevezőre hozható: a szertornász, a futó, a birkózó vagy az úszó közös abban, hogy egyedül küzd önmagával, illetve ellenfelével. E sportok nem csoportos tevékenységek tehát, hanem öntudatos nemesi és polgári individuumok megnyilvánulásai. Ezzel szemben a futball a szó többszörös értelmében tömegsport: a polgárság alatti társadalmi csoportok tagjai is űzhetik, mégpedig egy csapat tagjaként, nagyszámú szurkolók előtt. Minimális felszereltséggel is művelhető, s így kevés költséggel jár. A csapatok identitáshordozó jellege az alsóbb néprétegek kollektív distinkciós igényeit is kielégítheti. Nem véletlen, hogy a szervezett munkásmozgalom is hamar fölismeri a futballban rejlő politikai lehetőségeket. A polgárság felé törekvő népcsoportok szükségletei alapján a kilencvenes években egymás után szerveződnek meg a korábban létrejött egyesületek futballszakosztályai.
1881-ben a Nemzeti Torna Egylet rendezte Magyarországon az első szertornaversenyt, amelyen a nyújtó, korlát, és rúdugrásból álló összetett versenyt Kajlinger Mihály nyerte meg. 1895. december 19-én megalakult a Magyar Olimpiai Bizottság, amely a Nemzeti Torna Egylet tornacsarnokának tanácstermében tartotta alakuló ülését, ahol a testület elnökének Berzeviczy Albertet, társelnökének Gerendai Györgyöt (a Magyar Atlétikai Club képviselőjét), titkárának pedig Kemény Ferencet választották meg. A tornasport fejlődése megtorpant, amikor a Magyar Atlétikai Szövetség (MASZ) 1906-ban megtiltotta tagjainak, hogy elinduljanak a MOTESZ versenyein. Akkoriban kezdődött a MASZ-MOTESZ párharc. Az 1900-as évek elején felmerült az egyleti keretek között – elsősorban a Nemzeti Torna Egylet szervezésében – folyó tornatanárképzés állami kézbe vételének gondolata. 1925-ben Klebelsberg Kuno kultuszminiszter közreműködésével létrejött az 1921. évi LIII. törvénycikk a testnevelésről és megalakult a Magyar Királyi Testnevelési Főiskola. A később testnevelési törvénynek nevezett leventetörvény alapján az iskolát elhagyó ifjúság minden férfitagjának kötelezően részt kellett vennie a testnevelésben 12 éves korától a 21. életévének betöltéséig. Ezt követően 1945-ig a leventeszervezetek a katonai előképzés legfontosabb szervezetei voltak Magyarországon.
A Nemzeti Torna Egylet a második világháború után nem sokáig működhetett, mert 1949-ben több más nagy múltú, polgári egylethez hasonlóan, egy belügyminiszteri rendelet nyomán betiltották. A Nemzeti Tornacsarnok épületének használója a későbbiekben az 1952-ben alakult Spartacus Sport Egyesület volt, majd a 2002-ben alapított Józsefvárosi Torna Egylet csarnoka lett. A Józsefvárosi Torna Egylet keretein belül ma a versenytorna mellett tanfolyami oktatás is zajlik minden korosztály számára, a JTE alapításában és a Szentkirályi utca nagy múltú történelmi sportéletének megőrzésében a VIII. Kerület Tornasportjáért Alapítvány vállalta a legnagyobb szerepet.

## Érdekességek
- Deák Ferenc 1866-ban a Csillagvölgyben megtekintette a Pesti Torna Egylet bemutatóját. Ez volt az első sportesemény, amelyet Deák megtekintett, erre ugyanis képviselőtársa Dedinszky József, aki ismert tornász volt, hívta fel a figyelmét. Köszönhetően ennek 1868-ban, amikor az országgyűlésben az Egylet támogatását tárgyalták, az ő javaslatára emelték fel a tervezett 2000 forintot 5000-re. Indoklása: „A nemzet becsülete nem engedi ily keveset adnunk, adjunk ötezer forintot.”[28]